# Thomas Creede
Thomas Creede (fl. 1593–1617) war ein englischer Drucker des ausgehenden 16. und beginnenden 17. Jahrhunderts. Er galt als einer der Besten seiner Zeit. Er führte sein Geschäft in London im Haus Das Rad der Hl. Katharina in der Thames Street in der Zeit von 1593 bis 1600. Danach befand sich sein Geschäft in dem Haus Adler und Kind in Old Exchange von 1600 bis 1617. Creede ist bekannt für seine Druckarbeiten von Werken des englischen Renaissance-Dramas, insbesondere für zehn Auflagen von sechs Werken von Shakespeare und drei sogenannten Shakespeare-Apokryphen.

## Druckwerke
Zu Creedes Zeit waren Buchdrucker selten gleichzeitig Herausgeber. Die Herausgeberschaft lag bei den Stationer oder bei Buchhändlern, die mit den Druckaufträge spezialisierten Werkstätten beauftragten. Es gab auch Ausnahmen, wie William Jaggard, der regelhaft gleichzeitig als Herausgeber und Drucker auftrat. Ein wichtiger Teil von Creedes Wirken betraf Shakespeares Texte, wobei er üblicherweise lediglich als Drucker tätig wurde, der von Herausgebern beauftragt wurde. In einigen Fällen trat Creede auch als Herausgeber auf.

### Shakespeare
Für den Buchhändler Thomas Millington druckte Creede:
- Henry VI, Part 2, Q1 1594 („bad quarto“)[2]

Für Andrew Wise:
- Richard III, Q2, 1598
- Richard III, Q3, 1602

Für Matthew Law (der die Rechte an Richard III 1603 von Wise erwarb):
- Richard III, Q4, 1605
- Richard III, Q5, 1612

Für Cuthbert Burby:
- Romeo and Juliet, Q2, 1599

Für Thomas Millington and John Busby:
- Henry V, Q1, 1600 („bad quarto“)

Für Thomas Pavier (der die Rechte an Henry V um 1600 erwarb):
- Henry V, Q2, 1602 („bad quarto“)

Für Arthur Johnson:
- The Merry Wives of Windsor, Q1, 1602 („bad quarto“)

Für Henry Gosson, druckte Creede zusammen mit William White:
- Pericles, Prince of Tyre, Q1, 1609[3]

Für Nathaniel Butter:
- The London Prodigal, Q, 1605 (eines der „Shakespeare Apocrypha“)

Für Arthur Johnson:
- The Merry Devil of Edmonton, Q2, 1612 („Shakespeare Apocrypha“)

### Andere elisabethanische Autoren

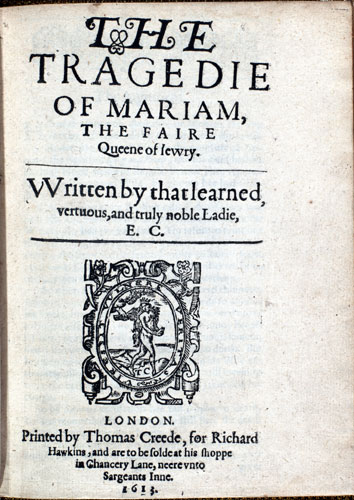
The Tragedy of Mariam von Elizabeth Tanfield Cary. Titelseite des Q1 von 1613.

Creede war auch verantwortlich für den Druck zahlreicher weiterer Dramentexte. Für Richard Hawkins druckte Creede 1613 das Drama The Tragedy of Mariam von Elizabeth Tanfield Cary. Es handelt sich dabei um die erste von einer Frau verfasste Tragödie, die in England gedruckt wurde. Für Richard Olive druckte Creede 1596 die zweite Ausgabe eines Pamphletes von Robert Greene von 1592 Greene’s Groats-Worth of Wit. Diese enthält die früheste Erwähnung Shakespeares als Autor.

## Herausgeberschaft
In einigen Fällen war Creede ähnlich wie Valentine Simmes als Herausgeber tätig. Erwähnenswert ist die Herausgeberschaft von 10 Dramen während der frühen Phase seiner geschäftlichen Tätigkeit.
- A Looking Glass for London and England, Q1, 1594; Q2, 1598 (Eintrag im Stationers’ Register am 5. März 1594.)
- Selimus, 1594 (kein Eintrag im Stationers’ Register)
- The Pedlar’s Prophecy, 1595 (eingetragen am 13. Mai 1594)
- The Famous Victories of Henry V, 1598 (eingetragen am 14. Mai 1594)
- The Scottish History of James IV, 1598 (eingetragen am 14. Mai 1594)
- Menaechmi, 1595 (eingetragen am 10. Juni 1594)
- The True Tragedy of Richard III, 1594 (eingetragen am 19. Juni 1594)
- Locrine, 1595 (eingetragen am 20. Juli 1594)
- Alphonsus King of Aragon, 1599 (kein Eintrag im Stationers’ Register)
- Sir Clyomon and Sir Clamydes, 1599 (kein Eintrag im Stationers’ Register).

Locrine ist ein weiteres Werk aus der Reihe der „Shakespeare Apocrypha“. Das anonym veröffentlichte Werk Famous Victories of Henry V gilt als Quelle für Shakespeares Drama. Es ist bemerkenswert, dass Creedes Zuschreibungen der Autorschaft für Werke, für die er als Herausgeber verantwortlich war, alle korrekt sind. Creede gab auch nichtdramatische Werke heraus wie etwa 1597 die dritte Auflage der erstmals 1551 erschienenen durch den Humanisten Ralph Robinson besorgten englischen Übersetzung von Thomas Mores Utopia.

## Nachruf
Während Creedes Fertigkeiten als Drucker außer Frage stehen, haben seine Aktivitäten im Zusammenhang mit den sog. „bad Quartos“ und den Shakespeare fälschlich zugeschriebenen Werken (sog. „Shakespeare Apocrypha“) dazu geführt, dass Gelehrte seine moralische Integrität in Frage gestellt haben. Die Aufzeichnungen der Stationer zeigen, dass Creede 1595 zweimal Bußgelder wegen Vergehen gegen die Zunftregeln zahlen musste. 1608 wurde er vom Londoner Gericht wegen „Unzucht“ strafrechtlich verfolgt. Der verheiratete Creede war angeklagt, mit einer 25-jährigen Magd verkehrt zu haben, die von ihm schwanger wurde. 1616 vereinbarte Creede eine geschäftliche Partnerschaft mit Bernard Alsop, der 1617 sein Geschäft übernahm.